# Tân Xuân, Hóc Môn
Tân Xuân là một xã thuộc huyện Hóc Môn, Thành phố Hồ Chí Minh, Việt Nam.

## Địa lý
Xã Tân Xuân nằm ở phía nam huyện Hóc Môn, có vị trí địa lý:
- Phía đông giáp xã Thới Tam Thôn
- Phía tây giáp xã Xuân Thới Đông với ranh giới là quốc lộ 22
- Phía nam và đông nam giáp xã Trung Chánh
- Phía bắc giáp thị trấn Hóc Môn và xã Thới Tam Thôn.

Xã có diện tích 2,74 km², dân số năm 2021 là 31.604 người,  mật độ dân số đạt 11.534 người/km².

## Lịch sử
Dưới thời nhà Nguyễn, địa bàn xã Tân Xuân hiện nay gần tương ứng với làng Tân Thới Trung thuộc tổng Long Tuy Thượng, huyện Bình Long, phủ Tân Bình, tỉnh Gia Định.
Đến thời Pháp thuộc, làng Tân Thới Trung được mở rộng trên cơ sở sáp nhập làng Xuân Thới Đông, thuộc tổng Long Tuy Thượng, quận Hóc Môn, tỉnh Gia Định.
Sau năm 1956, các làng được gọi là xã, Tân Thới Trung là một xã thuộc quận Hóc Môn.
Sau năm 1975, xã Tân Thới Trung được đổi tên thành xã Tân Xuân thuộc huyện Hóc Môn, Thành phố Hồ Chí Minh.
Ngày 5 tháng 11 năm 2003, Chính phủ ban hành Nghị định 130/2003/NĐ-CP. Theo đó, thành lập hai xã Trung Chánh và Xuân Thới Đông trên cơ sở một phần diện tích và dân số của xã Tân Xuân.
Sau khi điều chỉnh địa giới hành chính, xã Tân Xuân còn lại 266,63 ha diện tích tự nhiên, dân số là 10.897 người.